# Хусн Бану Газанфар
Хусн Бану Газанфар (дарі حسن بانو غضنفر, англ. Husn Banu Ghazanfar, 1 лютого 1957) — афганістанська політична діячка, була міністром у справах жінок. Також письменниця, поетеса та ораторка.

## Раннє життя та освіта
Газанфар, дочка Абдула Гафара, народилася в провінції Балх 1 лютого 1957 року. Закінчила середню школу Султан Разії в Мазарі-Шарифі й отримала ступені бакалавра й магістра літератури та соціології в Ставрополі. Приблизно в 1983 році вона брала участь у програмі факультету літератури Кабульського університету. Приблизно через два роки вона поїхала до Санкт-Петербурга на докторантуру з філології. Етнічна узбечка, вона вільно володіє дарі (перською), пушту, узбецькою, російською, а також трохи знає турецьку та англійську.

## Кар'єра
У 2003 році призначена завідувачкою факультету літератури. У липні 2006 року Газанфар отримала вотум довіри від Національної асамблеї Афганістану (парламент) і стала Міністром у справах жінок.
Написала низку наукових статей та есе, які опубліковані в національних та міжнародних газетах. Вона також поетеса і пише літературні твори, її книжки «Людська доля», «Хижацтво в 21 столітті», «Секрети краси та привабливості», «Самореалізація».